# Escala Internacional d'Esdeveniments Nuclears

Nivells de gravetat de l'escala

L'Escala Internacional d'Esdeveniments Nuclears (oficialment, Escala Internacional d'Esdeveniments Nuclears i Radiològics), també coneguda per les sigles en anglés INES (International Nuclear Event Scale) fou creada el 1990 per l'Agència Internacional de l'Energia Atòmica amb l'objectiu de crear un sistema d'avisos de seguretat en cas d'accident nuclear.
Es tracta d'una escala logarítmica, similar a l'escala de Richter per a calcular la intensitat dels terratrèmols, de manera que cada nivell representa un accident deu vegades superior a l'accident del nivell anterior. Hi ha set nivells d'escala.

## Nivells de gravetat
Els successos de nivells 1 a 3, sense conseqüència significativa sobre les poblacions i el medi ambient, es qualifiquen d'incidents; els superiors (4 a 7), d'accidents. L'últim nivell correspon a un accident amb una gravetat comparable a l'ocorregut el 26 d'abril de 1986 a la central de Txernòbil. A Catalunya, l'incident més greu ocorregut fou el de Vandellòs I (el Baix Camp) el 1989, incident de nivell 3.
Al nivell 1 hi ha risc menor per als treballadors directament exposats a la radiació, que es fuga per problemes amb el transport o emmagatzematge. Al nivell 2 la contaminació afecta significativament tot el perímetre de la central nuclear, amb danys possibles per a la salut de públic i treballadors. Al nivell 3 els nivells de radiació poden superar deu vegades el límit permès anual, amb la qual cosa poden aparèixer complicacions menors de salut i quedar afectada d'alguna manera la seguretat de la central. Al nivell 4 s'inicia el risc de mort i la cadena alimentària de la zona queda afectada. Poden esdevenir-se incendis i fuites no previstes, així com risc per a l'estructura del complex nuclear. A partir del nivell 5 és el reactor el que queda danyat, les morts originades per les fuites comencen a succeir-se, així com possibles conseqüències posteriors en forma d'anomalies genètiques. El nivell 6 porta els efectes a les següents generacions i pot tenir com a resultat l'evacuació perllongada del perímetre de la central nuclear, inhabitable. El nivell 7 és el de pitjors conseqüències, que es perllonguen durant anys i afecten letalment l'ecosistema i altres zones properes.